# ناپدید شدن بی‌اس‌ای‌ای استار آریل
بی‌اس‌ای‌ای استار آریل (به انگلیسی: BSAA Star Ariel disappearance) در تاریخ ۱۷ ژانویه ۱۹۴۹ برای پرواز بر فراز کینگستون، جامایکا در مثلث برمودا ناپدید شد. این هواپیما از خانوادهٔ سلطنتی آورو تودور پنجم بود و توسط هواپیمایی مسافربری بریتانیا قصد فرود در آمریکای جنوبی را داشت. این هواپیما پس از ورود به مثلث برمودا، ناپدید شد.